# Quercus barrancana
Quercus barrancana (дуб яровий) — вид рослин з родини букових (Fagaceae). Вид тісно пов'язаний з Q. toumeyi, від якого відрізняється тим, що зазвичай має зубчасті поля листків, а також багатопроменеві, гофровані волоски на нижній поверхні листя.

## Біоморфологічна характеристика
Зазвичай це кущ або невелике дерево до 5 метрів заввишки, з одним або кількома стовбурами. Гілочки запушені перший рік, стають голими на третій рік, червонувато-коричневі, злегка тріщинисті; є дрібні білуваті сочевички. Листки 1.2–3.6 × 0.6–1.5 см, вічнозелені, темно-зелені, від вузько-яйцюватих до довгастих, основа округла, іноді злегка серцеподібна, верхівка округла або тупа з невеликим вістрям на кінці, край, як правило, зубчастий у верхівкових 2/3; молоде листя з густими, блідими, багатопроменевими волосками з обох боків; зрілі листки рідко волохаті зверху або голі, блискучі, а знизу — тьмяні, запушені або майже голі, з притиснутими, зморщеними, багатопроменевими волосками; серединну жилку видно зверху; бічні жилки 5–9 пар, не такі помітні. Чоловічі сережки ≈ 2 см завдовжки, зеленувато-жовті, із запушеною віссю, 10–15 квіткові. Жолудь 1.2–1.9 × 0.8–1 см, веретеноподібний, оливково-коричневий, закритий на 1/4–1/3 чашечкою, поодинокі або кілька разом на квітконосі завдовжки 2 см; чашечка щільно коротко запушена, жовто-коричнева, дозріває того ж року, з кінця червня до середини вересня.

## Середовище проживання
Ендемік Мексики (південно-західна Чихуахуа, північно-західна Сонора). Відомо, що цей вид населяє сухі скелясті місця на висотах 1300–2115 метрів.

## Назва
Епітет barrancana вказує на середовище проживання виду. Значна частина його ареалу — це великі, крутостінні, скелясті каньйони (ісп. barrancas) на західному схилі Західної Сьєрри Мадре.